# 风华路
风华路，又名宁镇公路、常镇线（编号X601），是浙江省宁波市一条城市主干道，西连环城北路，东至镇海区隧道北路，全长10.9公里，其中庄市大道至渔基路段原名为镇宁西路，渔基路至隧道北路原名为镇宁东路，于2022年统一命名为风华路，是连接镇海区与宁波市中心的重要道路，始建于1958年，1959年因经济困难停工，1960年至1964年3次续建，1965年通车，路基宽7.5米，1975年由宁波港建设指挥部出资改建，1978年完工，路基宽12米，为宁波市首条二级公路:25:464，1994年起开始改造为一级公路。经过改造的宁镇公路宽45.5米，其中快车道为双向6车道，慢车道宽6米，日平均车流量达到2万辆。由于工程质量把关严格，从1995年底建成至2010年，路面使用状况一直良好。2015年，由于道路设施已较为陈旧，加之轨道交通2号线建设的原因，道路再次启动改建。2015年改建的路段为常洪隧道至金河路段，2018年完工。而金河路至镇海环城西路段于2019年开工，2021年完工。过去道路为收费道路，2006年4月29日起停止收费。

## 主要相交道路
- 西接环城北路
  - 世纪大道（东昌路，南为常洪隧道）
  - 明海南路
  - 归源路
  - 庄市大道
  - 东外环路（ 329国道）（立交）
  - 金川路
  - 金河路
  - 金丰路
  - 俞范东路
  - 隧道北路（ 320省道，南为甬江水底隧道）
- 东接：车站路